# Campionato Primavera 2004-2005
Il Campionato Primavera 2004-2005 è la 43ª edizione del Campionato Primavera. Il detentore del trofeo è il Lecce.
La prima fase a gironi ha avuto inizio il 9 ottobre 2004 per terminare il 30 aprile 2005, mentre gli incontri di andata e ritorno valevoli per gli ottavi di finale sono stati disputati il 7 e 14 maggio. La fase finale del torneo, ad eliminazione diretta, è stata disputata tra il 2 e il 9 giugno.
La squadra vincitrice del torneo è stata la Roma dell'allenatore Alberto De Rossi che si è proclamata campione per la sesta volta nella sua storia.

## Rosa campione d'Italia
Leandro Greco, Alessandro Simonetta, Alessio Cerci, Aleandro Rosi, Gianluca Curci, Daniele Corvia, Daniele Magliocchetti, Pietro Pipolo, Andrea Briotti, Paolo Seppani, Giuseppe Scurto, Gianluca Freddi, Fabrizio Grillo, Andrea Giacomini, Valerio Virga, Massimiliano Marsili Zanetti Andrea

## Fase a gironi

### Girone A

#### Classifica
|  |     | Classifica 2004-2005 | P  | G  | V  | N  | P  | GF | GS | DR  |
|  | --- | -------------------- | -- | -- | -- | -- | -- | -- | -- | --- |
|  | 1.  | Juventus             | 44 | 22 | 12 | 8  | 2  | 58 | 20 | +38 |
|  | 2.  | Atalanta             | 41 | 22 | 12 | 5  | 5  | 37 | 22 | +15 |
|  | 3.  | Cagliari             | 38 | 22 | 10 | 8  | 4  | 39 | 31 | +8  |
|  | 4.  | Parma                | 33 | 22 | 9  | 6  | 7  | 36 | 32 | +4  |
|  | 5.  | Torino               | 30 | 22 | 7  | 9  | 6  | 28 | 24 | +4  |
|  | 6.  | Piacenza             | 29 | 22 | 7  | 8  | 7  | 36 | 33 | +3  |
|  | 7.  | Sampdoria            | 27 | 22 | 6  | 9  | 7  | 21 | 27 | -6  |
|  | 8.  | Genoa                | 26 | 22 | 5  | 11 | 6  | 31 | 24 | +7  |
|  | 9.  | AlbinoLeffe          | 24 | 22 | 7  | 3  | 12 | 27 | 47 | -20 |
|  | 10. | Brescia              | 23 | 22 | 6  | 5  | 11 | 25 | 40 | -15 |
|  | 11. | Pistoiese            | 20 | 22 | 5  | 5  | 12 | 29 | 48 | -19 |
|  | 12. | Modena               | 18 | 22 | 3  | 9  | 10 | 18 | 36 | -18 |
|  | 13. | Como                 | 0  | 0  | 0  | 0  | 0  | 0  | 0  | 0   |

#### Calendario e risultati
| 9 ott. 2004 |                      | 22 gen. 2005 |
| ----------- | -------------------- | ------------ |
| 0-2         | Albinoleffe-Cagliari | 2-4          |
| 0-3         | Brescia-Sampdoria    | 1-3          |
| 3-1         | Modena-Como          | n.d.         |
| 2-4         | Parma-Atalanta       | 1-2          |
| 0-4         | Piacenza-Juventus    | 2-2          |
| 3-0         | Torino-Pistoiese     | 3-1          |
|             | (Genoa riposa)       |              |

| 16 ott. 2004 |                       | 12 feb. 2005 |
| ------------ | --------------------- | ------------ |
| 2-0          | Atalanta-Torino       | 3-1          |
| 1-0          | Cagliari-Genoa        | 0-4          |
| 1-2          | Como-Brescia          | n.d.         |
| 0-0          | Juventus-Modena       | 2-0          |
| 0-2          | Pistoiese-Parma       | 1-2          |
| 1-2          | Sampdoria-Albinoleffe | 0-1          |
|              | (Piacenza riposa)     |              |

| 23 ott. 2004 |                      | 19 feb. 2005 |
| ------------ | -------------------- | ------------ |
| 0-1          | Albinoleffe-Piacenza | 0-4          |
| 0-4          | Brescia-Juventus     | 1-2          |
| 0-1          | Genoa-Atalanta       | 1-0          |
| 0-2          | Modena-Sampdoria     | 1-0          |
| 0-0          | Parma-Como           | n.d.         |
| 0-1          | Torino-Cagliari      | 1-1          |
|              | (Pistoiese riposa)   |              |

| 30 ott. 2004 |                      | 26 feb. 2005 |
| ------------ | -------------------- | ------------ |
| 0-0          | Atalanta-Albinoleffe | 2-4          |
| 3-2          | Cagliari-Parma       | 0-3          |
| 0-1          | Como-Torino          | n.d.         |
| 2-2          | Juventus-Genoa       | 1-2          |
| 1-1          | Piacenza-Modena      | 3-3          |
| 0-0          | Sampdoria-Pistoiese  | 2-3          |
|              | (Brescia riposa)     |              |

| 6 nov. 2004 |                    | 5 mar. 2005 |
| ----------- | ------------------ | ----------- |
| 3-1         | Albinoleffe-Como   | n.d.        |
| 1-1         | Genoa-Sampdoria    | 0-1         |
| 1-1         | Modena-Brescia     | 0-3         |
| 3-3         | Parma-Juventus     | 0-5         |
| 0-5         | Pistoiese-Atalanta | 1-1         |
| 1-3         | Torino-Piacenza    | 1-1         |
|             | (Cagliari riposa)  |             |

| 13 nov. 2004 |                      | 12 mar. 2005 |
| ------------ | -------------------- | ------------ |
| 2-2          | Brescia-Cagliari     | 0-4          |
| 1-2          | Como-Pistoiese       | n.d.         |
| 2-2          | Juventus-Atalanta    | 1-0          |
| 2-2          | Modena-Genoa         | 1-0          |
| 2-3          | Piacenza-Parma       | 0-3          |
| 1-0          | Sampdoria-Torino     | 0-0          |
|              | (Albinoleffe riposa) |              |

| 20 nov. 2004 |                    | 19 mar. 2005 |
| ------------ | ------------------ | ------------ |
| 2-0          | Atalanta-Modena    | 1-0          |
| 1-1          | Cagliari-Sampdoria | 1-1          |
| 2-2          | Genoa-Pistoiese    | 3-3          |
| 2-1          | Juventus-Como      | n.d.         |
| 1-1          | Parma-Albinoleffe  | 1-1          |
| 2-3          | Piacenza-Brescia   | 2-2          |
|              | (Torino riposa)    |              |

| 27 nov. 2004 |                    | 23 mar. 2005 |
| ------------ | ------------------ | ------------ |
| 2-0          | Albinoleffe-Genoa  | 1-6          |
| 1-0          | Brescia-Atalanta   | 1-2          |
| 4-1          | Como-Piacenza      | n.d.         |
| 2-2          | Pistoiese-Cagliari | 0-3          |
| 1-1          | Sampdoria-Juventus | 0-7          |
| 2-4          | Torino-Parma       | 3-1          |
|              | (Modena riposa)    |              |

| 4 dic. 2004 |                      | 9 apr. 2005 |
| ----------- | -------------------- | ----------- |
| 3-2         | Atalanta-Cagliari    | 3-3         |
| 1-0         | Brescia-Pistoiese    | 1-2         |
| 2-1         | Genoa-Como           | n.d.        |
| 5-0         | Juventus-Albinoleffe | 4-0         |
| 1-1         | Modena-Torino        | 2-2         |
| 1-1         | Piacenza-Sampdoria   | 4-0         |
|             | (Parma riposa)       |             |

| 11 dic. 2004 |                     | 13 apr. 2005 |
| ------------ | ------------------- | ------------ |
| 3-2          | Albinoleffe-Brescia | 2-4          |
| 1-0          | Cagliari-Piacenza   | 2-1          |
| 1-1          | Parma-Genoa         | 1-0          |
| 3-0          | Pistoiese-Modena    | 3-1          |
| 0-0          | Sampdoria-Atalanta  | 0-2          |
| 0-0          | Torino-Juventus     | 3-2          |
|              | (Como riposa)       |              |

| 18 dic. 2004 |                    | 16 apr. 2005 |
| ------------ | ------------------ | ------------ |
| 0-1          | Brescia-Parma      | 1-0          |
| 2-2          | Como-Sampdoria     | n.d.         |
| 0-0          | Genoa-Torino       | 1-1          |
| 3-1          | Juventus-Cagliari  | 1-1          |
| 0-2          | Modena-Albinoleffe | 1-0          |
| 2-1          | Piacenza-Pistoiese | 3-1          |
|              | (Atalanta riposa)  |              |

| 8 gen. 2005 |                    | 23 apr. 2005 |
| ----------- | ------------------ | ------------ |
| 1-0         | Atalanta-Piacenza  | 1-2          |
| n.d.        | Cagliari-Como      | n.d.         |
| 4-0         | Genoa-Brescia      | 1-1          |
| 4-0         | Parma-Modena       | 0-0          |
| 1-2         | Pistoiese-Juventus | 1-5          |
| 2-0         | Torino-Albinoleffe | 3-0          |
|             | (Sampdoria riposa) |              |

| \| 15 gen. 2005 \| \| 30 apr. 2005 \| \| ------------ \| --------------------- \| ------------ \| \| 5-1 \| Albinoleffe-Pistoiese \| 1-3 \| \| 0-0 \| Brescia-Torino \| 0-1 \| \| n.d. \| Como-Atalanta \| n.d. \| \| 1-1 \| Modena-Cagliari \| 1-3 \| \| 1-1 \| Piacenza-Genoa \| 1-1 \| \| 1-1 \| Sampdoria-Parma \| 2-0 \| \| \| (Juventus riposa) \| \| |                       |              |
| 15 gen. 2005 |                       | 30 apr. 2005 |
| 5-1 | Albinoleffe-Pistoiese | 1-3          |
| 0-0 | Brescia-Torino        | 0-1          |
| n.d. | Como-Atalanta         | n.d.         |
| 1-1 | Modena-Cagliari       | 1-3          |
| 1-1 | Piacenza-Genoa        | 1-1          |
| 1-1 | Sampdoria-Parma       | 2-0          |
| | (Juventus riposa)     |              |

### Girone B

#### Classifica
|  |     | Classifica 2004-2005 | P  | G  | V  | N | P  | GF | GS | DR  |
|  | --- | -------------------- | -- | -- | -- | - | -- | -- | -- | --- |
|  | 1.  | Inter                | 54 | 22 | 16 | 6 | 0  | 45 | 12 | +33 |
|  | 2.  | Milan                | 41 | 22 | 12 | 5 | 5  | 38 | 19 | +19 |
|  | 3.  | Bologna              | 40 | 22 | 12 | 4 | 6  | 34 | 22 | +12 |
|  | 4.  | Verona               | 39 | 22 | 12 | 3 | 7  | 40 | 30 | +10 |
|  | 5.  | Chievo               | 34 | 22 | 9  | 7 | 6  | 23 | 19 | +4  |
|  | 6.  | Venezia              | 33 | 22 | 9  | 6 | 7  | 29 | 28 | +1  |
|  | 7.  | Cittadella           | 27 | 22 | 6  | 9 | 7  | 26 | 21 | +5  |
|  | 8.  | Treviso              | 25 | 22 | 6  | 7 | 9  | 28 | 31 | -3  |
|  | 9.  | Udinese              | 25 | 22 | 7  | 4 | 11 | 28 | 41 | -13 |
|  | 10. | Vicenza              | 22 | 22 | 5  | 7 | 10 | 31 | 31 | 0   |
|  | 11. | Cesena               | 18 | 22 | 4  | 6 | 12 | 22 | 39 | -17 |
|  | 12. | Triestina            | 5  | 22 | 1  | 2 | 19 | 12 | 63 | -51 |

#### Calendario e risultati
| 9 ott. 2004 |                    | 22 gen. 2005 |
| ----------- | ------------------ | ------------ |
| 1-2         | Bologna-Udinese    | 0-1          |
| 0-0         | Cittadella-Vicenza | 1-0          |
| 2-1         | Inter-Chievo       | 2-2          |
| 1-2         | Triestina-Treviso  | 0-1          |
| 1-1         | Venezia-Milan      | 0-1          |
| 3-1         | Verona-Cesena      | 1-1          |

| 16 ott. 2004 |                  | 12 feb. 2005 |
| ------------ | ---------------- | ------------ |
| 0-4          | Cesena-Inter     | 1-2          |
| 2-1          | Chievo-Triestina | 1-0          |
| 2-0          | Milan-Cittadella | 3-0          |
| 4-0          | Treviso-Venezia  | 1-1          |
| 1-2          | Udinese-Verona   | 0-1          |
| 0-2          | Vicenza-Bologna  | 3-3          |

| 30 ott. 2004 |                    | 26 feb. 2005 |
| ------------ | ------------------ | ------------ |
| 0-0          | Bologna-Cesena     | 1-0          |
| 0-0          | Cittadella-Treviso | 1-0          |
| 1-2          | Milan-Udinese      | 3-3          |
| 0-6          | Triestina-Vicenza  | 2-6          |
| 0-0          | Venezia-Chievo     | 0-0          |
| 0-0          | Verona-Inter       | 1-2          |

| 6 nov. 2004 |                   | 5 mar. 2005 |
| ----------- | ----------------- | ----------- |
| 0-1         | Cesena-Cittadella | 0-5         |
| 0-1         | Chievo-Bologna    | 0-3         |
| 3-0         | Inter-Triestina   | 2-2         |
| 1-4         | Treviso-Verona    | 4-1         |
| 1-2         | Udinese-Venezia   | 0-1         |
| 0-0         | Vicenza-Milan     | 0-2         |

| 13 nov. 2004 |                    | 12 mar. 2005 |
| ------------ | ------------------ | ------------ |
| 0-1          | Bologna-Inter      | 1-4          |
| 2-0          | Chievo-Treviso     | 1-0          |
| 2-2          | Cittadella-Udinese | 2-2          |
| 4-0          | Milan-Verona       | 2-1          |
| 1-0          | Triestina-Cesena   | 0-1          |
| 5-1          | Venezia-Vicenza    | 2-1          |

| 20 nov. 2004 |                    | 19 mar. 2005 |
| ------------ | ------------------ | ------------ |
| 0-0          | Cesena-Chievo      | 0-3          |
| 0-0          | Cittadella-Venezia | 0-1          |
| 3-0          | Inter-Milan        | 1-0          |
| 1-1          | Treviso-Vicenza    | 2-1          |
| 1-0          | Udinese-Triestina  | 2-1          |
| 3-1          | Verona-Bologna     | 0-1          |

| 27 nov. 2004 |                      | 9 apr. 2005 |
| ------------ | -------------------- | ----------- |
| 1-0          | Bologna-Milan        | 0-1         |
| 1-2          | Chievo-Udinese       | 3-2         |
| 1-1          | Inter-Treviso        | 2-0         |
| 0-3          | Triestina-Cittadella | 0-5         |
| 0-1          | Venezia-Verona       | 2-0         |
| 4-0          | Vicenza-Cesena       | 2-0         |

| 4 dic. 2004 |                  | 13 apr. 2005 |
| ----------- | ---------------- | ------------ |
| 3-3         | Cesena-Treviso   | 1-0          |
| 1-3         | Cittadella-Inter | 0-0          |
| 4-0         | Milan-Triestina  | 5-0          |
| 1-1         | Udinese-Vicenza  | 1-2          |
| 2-4         | Venezia-Bologna  | 1-2          |
| 1-2         | Verona-Chievo    | 2-1          |

| 18 dic. 2004 |                   | 16 apr. 2005 |
| ------------ | ----------------- | ------------ |
| 2-2          | Cesena-Milan      | 1-2          |
| 0-0          | Chievo-Cittadella | 0-0          |
| 4-1          | Inter-Venezia     | 3-1          |
| 3-1          | Treviso-Udinese   | 2-3          |
| 0-4          | Triestina-Bologna | 1-1          |
| 2-4          | Vicenza-Verona    | 0-2          |

| 8 gen. 2005 |                    | 23 apr. 2005 |
| ----------- | ------------------ | ------------ |
| 2-1         | Bologna-Cittadella | 2-1          |
| 3-2         | Milan-Treviso      | 0-0          |
| 0-2         | Udinese-Inter      | 0-3          |
| 2-2         | Venezia-Cesena     | 2-1          |
| 6-0         | Verona-Triestina   | 3-2          |
| 1-2         | Vicenza-Chievo     | 0-0          |

| 15 gen. 2005 |                   | 30 apr. 2005 |
| ------------ | ----------------- | ------------ |
| 5-1          | Cesena-Udinese    | 3-0          |
| 1-2          | Chievo-Milan      | 1-0          |
| 2-2          | Cittadella-Verona | 1-2          |
| 1-0          | Inter-Vicenza     | 0-0          |
| 0-0          | Treviso-Bologna   | 1-4          |
| 0-3          | Triestina-Venezia | 1-2          |

### Girone C

#### Classifica
|  |     | Classifica 2004-2005 | P  | G  | V  | N | P  | GF | GS | DR  |
|  | --- | -------------------- | -- | -- | -- | - | -- | -- | -- | --- |
|  | 1.  | Roma                 | 52 | 24 | 15 | 7 | 2  | 52 | 20 | +32 |
|  | 2.  | Empoli               | 43 | 24 | 12 | 7 | 5  | 43 | 22 | +21 |
|  | 3.  | Perugia              | 41 | 24 | 12 | 5 | 7  | 39 | 23 | +16 |
|  | 4.  | Ternana              | 41 | 24 | 12 | 5 | 7  | 49 | 36 | +13 |
|  | 5.  | Lazio                | 40 | 24 | 12 | 4 | 8  | 43 | 22 | +21 |
|  | 6.  | Chieti               | 40 | 24 | 11 | 7 | 6  | 36 | 19 | +17 |
|  | 7.  | Pescara              | 40 | 24 | 11 | 7 | 6  | 28 | 20 | +8  |
|  | 8.  | Fiorentina           | 35 | 24 | 11 | 2 | 11 | 32 | 28 | +4  |
|  | 9.  | Siena                | 29 | 24 | 7  | 8 | 9  | 24 | 35 | -11 |
|  | 10. | Arezzo               | 26 | 24 | 7  | 5 | 12 | 30 | 35 | -5  |
|  | 11. | Ascoli               | 25 | 24 | 6  | 7 | 11 | 27 | 34 | -7  |
|  | 12. | Livorno              | 17 | 24 | 4  | 5 | 15 | 19 | 44 | -25 |
|  | 13. | Grosseto             | 3  | 24 | 0  | 3 | 21 | 11 | 96 | -85 |

#### Calendario e risultati
| 9 ott. 2004 |                   | 22 gen. 2005 |
| ----------- | ----------------- | ------------ |
| 0-2         | Arezzo-Chieti     | 1-0          |
| 1-2         | Fiorentina-Empoli | 0-1          |
| 3-0         | Lazio-Ascoli      | 0-1          |
| 1-2         | Livorno-Siena     | 0-1          |
| 0-0         | Perugia-Roma      | 0-1          |
| 0-2         | Pescara-Ternana   | 1-1          |
|             | (Grosseto riposa) |              |

| 16 ott. 2004 |                    | 12 feb. 2005 |
| ------------ | ------------------ | ------------ |
| 2-1          | Ascoli-Pescara     | 1-1          |
| 4-0          | Chieti-Grosseto    | 0-0          |
| 1-1          | Empoli-Livorno     | 4-0          |
| 1-1          | Roma-Arezzo        | 2-1          |
| 2-1          | Siena-Perugia      | 0-2          |
| 2-0          | Ternana-Fiorentina | 1-4          |
|              | (Lazio riposa)     |              |

| 23 ott. 2004 |                   | 19 feb. 2005 |
| ------------ | ----------------- | ------------ |
| 1-2          | Arezzo-Lazio      | 1-2          |
| 2-1          | Fiorentina-Chieti | 0-1          |
| 1-2          | Grosseto-Siena    | 0-4          |
| 2-6          | Livorno-Ternana   | 2-1          |
| 1-0          | Perugia-Ascoli    | 1-1          |
| 3-1          | Roma-Empoli       | 1-1          |
|              | (Pescara riposa)  |              |

| 30 ott. 2004 |                  | 26 feb. 2005 |
| ------------ | ---------------- | ------------ |
| 1-5          | Ascoli-Roma      | 0-2          |
| 6-0          | Chieti-Livorno   | 1-1          |
| 9-1          | Lazio-Grosseto   | 3-1          |
| 1-0          | Pescara-Perugia  | 1-1          |
| 0-1          | Siena-Fiorentina | 1-1          |
| 6-3          | Ternana-Arezzo   | 2-4          |
|              | (Empoli riposa)  |              |

| 6 nov. 2004 |                   | 5 mar. 2005 |
| ----------- | ----------------- | ----------- |
| 0-1         | Arezzo-Fiorentina | 2-3         |
| 0-0         | Empoli-Ascoli     | 1-0         |
| 1-1         | Grosseto-Pescara  | 0-4         |
| 0-2         | Livorno-Lazio     | 0-1         |
| 6-0         | Perugia-Ternana   | 1-4         |
| 3-0         | Roma-Siena        | 0-0         |
|             | (Chieti riposa)   |             |

| 13 nov. 2004 |                  | 12 mar. 2005 |
| ------------ | ---------------- | ------------ |
| 0-1          | Fiorentina-Roma  | 2-2          |
| 1-0          | Lazio-Empoli     | 0-1          |
| 2-0          | Livorno-Grosseto | 1-0          |
| 0-1          | Pescara-Arezzo   | 1-0          |
| 1-1          | Siena-Chieti     | 2-2          |
| 3-0          | Ternana-Ascoli   | 1-0          |
|              | (Perugia riposa) |              |

| 20 nov. 2004 |                     | 19 mar. 2005 |
| ------------ | ------------------- | ------------ |
| 0-0          | Arezzo-Perugia      | 0-2          |
| 2-1          | Ascoli-Siena        | 3-3          |
| 1-1          | Chieti-Lazio        | 1-1          |
| 3-3          | Empoli-Ternana      | 0-1          |
| 0-1          | Grosseto-Fiorentina | 0-6          |
| 2-1          | Roma-Pescara        | 0-1          |
|              | (Livorno riposa)    |              |

| 27 nov. 2004 |                    | 23 mar. 2005 |
| ------------ | ------------------ | ------------ |
| 2-1          | Arezzo-Grosseto    | 5-0          |
| 1-0          | Fiorentina-Livorno | 1-2          |
| 7-0          | Lazio-Siena        | 0-1          |
| 1-1          | Perugia-Empoli     | 0-2          |
| 2-1          | Pescara-Chieti     | 0-1          |
| 3-4          | Ternana-Roma       | 1-1          |
|              | (Ascoli riposa)    |              |

| 4 dic. 2004 |                  | 9 apr. 2005 |
| ----------- | ---------------- | ----------- |
| 2-1         | Chieti-Ascoli    | 1-0         |
| 0-0         | Empoli-Pescara   | 1-2         |
| 0-4         | Grosseto-Perugia | 1-4         |
| 3-0         | Lazio-Fiorentina | 0-2         |
| 2-2         | Livorno-Arezzo   | 0-0         |
| 0-1         | Siena-Ternana    | 0-0         |
|             | (Roma riposa)    |             |

| 11 dic. 2004 |                     | 13 apr. 2005 |
| ------------ | ------------------- | ------------ |
| 0-2          | Arezzo-Empoli       | 1-3          |
| 1-0          | Ascoli-Livorno      | 2-2          |
| 1-2          | Perugia-Chieti      | 2-0          |
| 1-1          | Pescara-Siena       | 1-0          |
| 1-1          | Roma-Lazio          | 1-0          |
| 4-0          | Ternana-Grosseto    | 4-0          |
|              | (Fiorentina riposa) |              |

| 18 dic. 2004 |                    | 16 apr. 2005 |
| ------------ | ------------------ | ------------ |
| 0-1          | Chieti-Roma        | 3-1          |
| 0-1          | Fiorentina-Pescara | 1-2          |
| 1-1          | Grosseto-Ascoli    | 0-5          |
| 1-0          | Lazio-Ternana      | 0-2          |
| 0-2          | Livorno-Perugia    | 1-2          |
| 1-4          | Siena-Empoli       | 1-1          |
|              | (Arezzo riposa)    |              |

| 8 gen. 2005 |                    | 23 apr. 2005 |
| ----------- | ------------------ | ------------ |
| 2-2         | Ascoli-Arezzo      | 0-1          |
| 7-0         | Empoli-Grosseto    | 6-2          |
| 1-0         | Perugia-Fiorentina | 1-3          |
| 1-1         | Pescara-Lazio      | 0-2          |
| 1-0         | Roma-Livorno       | 2-1          |
| 1-3         | Ternana-Chieti     | 0-0          |
|             | (Siena riposa)     |              |

| \| 15 gen. 2005 \| \| 30 apr. 2005 \| \| ------------ \| ----------------- \| ------------ \| \| 2-0 \| Arezzo-Siena \| 0-1 \| \| 3-0 \| Chieti-Empoli \| 0-1 \| \| 0-3 \| Fiorentina-Ascoli \| 2-1 \| \| 1-10 \| Grosseto-Roma \| 1-7 \| \| 2-3 \| Lazio-Perugia \| 1-3 \| \| 0-2 \| Livorno-Pescara \| 1-3 \| \| \| (Ternana riposa) \| \| |                   |              |
| 15 gen. 2005 |                   | 30 apr. 2005 |
| 2-0 | Arezzo-Siena      | 0-1          |
| 3-0 | Chieti-Empoli     | 0-1          |
| 0-3 | Fiorentina-Ascoli | 2-1          |
| 1-10 | Grosseto-Roma     | 1-7          |
| 2-3 | Lazio-Perugia     | 1-3          |
| 0-2 | Livorno-Pescara   | 1-3          |
| | (Ternana riposa)  |              |

### Girone D

#### Classifica
|  |     | Classifica 2004-2005 | P  | G  | V  | N  | P  | GF | GS | DR  |
|  | --- | -------------------- | -- | -- | -- | -- | -- | -- | -- | --- |
|  | 1.  | Bari                 | 51 | 22 | 15 | 6  | 1  | 50 | 18 | +32 |
|  | 2.  | Lecce                | 51 | 22 | 15 | 6  | 1  | 57 | 11 | +46 |
|  | 3.  | Messina              | 36 | 22 | 10 | 6  | 6  | 40 | 30 | +10 |
|  | 4.  | Palermo              | 36 | 22 | 10 | 6  | 6  | 30 | 35 | -5  |
|  | 5.  | Catania              | 35 | 22 | 8  | 11 | 3  | 30 | 20 | +10 |
|  | 6.  | Reggina              | 31 | 22 | 8  | 7  | 7  | 21 | 27 | -6  |
|  | 7.  | Salernitana          | 30 | 22 | 8  | 6  | 8  | 42 | 27 | +15 |
|  | 8.  | Lodigiani            | 27 | 22 | 8  | 3  | 11 | 32 | 34 | -2  |
|  | 9.  | Catanzaro            | 23 | 22 | 6  | 5  | 11 | 27 | 40 | -13 |
|  | 10. | Benevento            | 17 | 22 | 3  | 8  | 11 | 25 | 48 | -23 |
|  | 11. | Crotone              | 13 | 22 | 1  | 10 | 11 | 15 | 38 | -23 |
|  | 12. | Sora                 | 7  | 22 | 1  | 4  | 17 | 16 | 57 | -41 |

#### Calendario e risultati
| 9 ott. 2004 |                       | 22 gen. 2005 |
| ----------- | --------------------- | ------------ |
| 1-1         | Catania-Lecce         | 0-4          |
| 1-0         | Catanzaro-Salernitana | 1-0          |
| 2-1         | Lodigiani-Benevento   | 2-2          |
| 4-0         | Messina-Reggina       | 0-0          |
| 2-1         | Palermo-Bari          | 1-4          |
| 2-0         | Sora-Crotone          | 1-1          |

| 16 ott. 2004 |                     | 12 feb. 2005 |
| ------------ | ------------------- | ------------ |
| 2-0          | Bari-Catania        | 0-0          |
| 2-7          | Benevento-Messina   | 2-2          |
| 0-2          | Crotone-Catanzaro   | 0-0          |
| 2-0          | Lecce-Lodigiani     | 1-1          |
| 2-1          | Reggina-Sora        | 2-1          |
| 6-0          | Salernitana-Palermo | 2-0          |

| 30 ott. 2004 |                     | 26 feb. 2005 |
| ------------ | ------------------- | ------------ |
| 2-2          | Catania-Salernitana | 1-0          |
| 1-2          | Catanzaro-Bari      | 1-4          |
| 0-1          | Lodigiani-Crotone   | 2-1          |
| 1-2          | Messina-Lecce       | 0-4          |
| 2-0          | Palermo-Reggina     | 1-1          |
| 1-1          | Sora-Benevento      | 1-3          |

| 6 nov. 2004 |                       | 5 mar. 2005 |
| ----------- | --------------------- | ----------- |
| 3-1         | Bari-Messina          | 0-0         |
| 0-2         | Benevento-Catania     | 2-2         |
| 0-2         | Crotone-Palermo       | 0-0         |
| 4-0         | Lecce-Sora            | 4-0         |
| 2-0         | Reggina-Catanzaro     | 2-1         |
| 0-0         | Salernitana-Lodigiani | 0-1         |

| 13 nov. 2004 |                   | 12 mar. 2005 |
| ------------ | ----------------- | ------------ |
| 3-3          | Bari-Salernitana  | 1-1          |
| 1-1          | Catania-Reggina   | 0-0          |
| 1-5          | Catanzaro-Lecce   | 0-4          |
| 5-0          | Lodigiani-Sora    | 4-1          |
| 2-2          | Messina-Crotone   | 2-0          |
| 4-0          | Palermo-Benevento | 1-0          |

| 20 nov. 2004 |                     | 19 mar. 2005 |
| ------------ | ------------------- | ------------ |
| 2-1          | Catania-Catanzaro   | 2-2          |
| 1-1          | Crotone-Benevento   | 2-2          |
| 0-0          | Lecce-Bari          | 1-2          |
| 3-2          | Lodigiani-Messina   | 1-2          |
| 2-0          | Reggina-Salernitana | 0-5          |
| 0-2          | Sora-Palermo        | 0-1          |

| 27 nov. 2004 |                     | 9 apr. 2005 |
| ------------ | ------------------- | ----------- |
| 1-1          | Bari-Reggina        | 2-1         |
| 0-3          | Benevento-Lecce     | 1-3         |
| 3-1          | Catanzaro-Lodigiani | 2-3         |
| 3-1          | Messina-Sora        | 3-2         |
| 1-3          | Palermo-Catania     | 0-0         |
| 6-2          | Salernitana-Crotone | 1-1         |

| 4 dic. 2004 |                       | 13 apr. 2005 |
| ----------- | --------------------- | ------------ |
| 0-1         | Catania-Messina       | 0-0          |
| 2-2         | Catanzaro-Palermo     | 3-5          |
| 2-0         | Lecce-Crotone         | 2-2          |
| 2-0         | Reggina-Lodigiani     | 1-2          |
| 2-0         | Salernitana-Benevento | 2-3          |
| 0-6         | Sora-Bari             | 0-2          |

| 18 dic. 2004 |                   | 16 apr. 2005 |
| ------------ | ----------------- | ------------ |
| 1-3          | Benevento-Bari    | 0-4          |
| 0-0          | Crotone-Reggina   | 0-1          |
| 1-2          | Lodigiani-Catania | 0-2          |
| 1-2          | Messina-Catanzaro | 2-1          |
| 0-7          | Palermo-Lecce     | 1-1          |
| 1-5          | Sora-Salernitana  | 2-3          |

| 8 gen. 2005 |                     | 23 apr. 2005 |
| ----------- | ------------------- | ------------ |
| 2-1         | Bari-Crotone        | 2-0          |
| 3-0         | Catania-Sora        | 1-1          |
| 1-1         | Catanzaro-Benevento | 0-1          |
| 1-0         | Palermo-Lodigiani   | 2-1          |
| 0-2         | Reggina-Lecce       | 0-2          |
| 2-1         | Salernitana-Messina | 1-2          |

| 15 gen. 2005 |                   | 30 apr. 2005 |
| ------------ | ----------------- | ------------ |
| 1-2          | Benevento-Reggina | 1-1          |
| 0-0          | Crotone-Catania   | 1-6          |
| 2-0          | Lecce-Salernitana | 1-1          |
| 1-2          | Lodigiani-Bari    | 2-4          |
| 1-1          | Messina-Palermo   | 3-1          |
| 0-1          | Sora-Catanzaro    | 1-1          |

## Ottavi di finale

### Squadre partecipanti
Negli Ottavi non si possono incontrare squadre della stessa fascia, né squadre aventi fatto parte dello stesso Girone di qualificazione.
Prima fascia
- Atalanta (Girone A)
- Bari (Girone D)
- Empoli (Girone C)
- Inter (Girone B)
- Juventus (Girone A)
- Lecce (Girone D)
- Milan (Girone B)
- Roma (Girone C)

Seconda fascia
- Bologna (Girone B)
- Cagliari (Girone A)
- Messina (Girone D)
- Palermo (Girone D)
- Parma (Girone A)
- Perugia (Girone C)
- Ternana (Girone C)
- Verona (Girone B)

### Tabellone
- Andata 7 maggio 2005, ritorno 14 maggio 2005.
- La squadra #1 ha disputato la gara di andata in casa.

| Squadra #1 | Totale      | Squadra #2 | Andata | Ritorno |
| ---------- | ----------- | ---------- | ------ | ------- |
| Bologna    | 0 - 4       | Atalanta   | 0 - 3  | 0 - 1   |
| Ternana    | 1 - 2       | Bari       | 1 - 0  | 0 - 2   |
| Messina    | 1 - 1 (gfc) | Empoli     | 1 - 1  | 0 - 0   |
| Palermo    | 2 - 6       | Inter      | 1 - 2  | 1 - 4   |
| Verona     | 1 - 6       | Juventus   | 1 - 4  | 0 - 2   |
| Cagliari   | 3 - 1       | Lecce      | 1 - 0  | 2 - 1   |
| Perugia    | 1 - 4       | Milan      | 1 - 0  | 0 - 4   |
| Parma      | 2 - 5       | Roma       | 1 - 1  | 1 - 4   |

## Fase finale

### Squadre qualificate alla fase finale
- Atalanta
- Bari
- Cagliari
- Empoli
- Inter
- Juventus
- Milan
- Roma

### Tabellone
Le gare della Fase Finale si sono giocate nel periodo tra il 2 giugno e il 9 giugno 2005.
|  | Quarti di finale | Quarti di finale | Quarti di finale |      |          | Semifinali | Semifinali | Semifinali |  |  | Finale | Finale   | Finale |
|  |                  |                  |                  |      |          |            |            |            |  |  |        |          |        |
|  |                  | Inter            | 3                |      |          |            |            |            |  |  |        |          |        |
|  |                  | Empoli           | 5                |      |          |            |            |            |  |  |        |          |        |
|  |                  | Empoli           | 5                |      | Empoli   | 0          |            |            |  |  |        |          |        |
|  |                  |                  |                  |      | Empoli   | 0          |            |            |  |  |        |          |        |
|  |                  |                  | Atalanta         | 1    |          |            |            |            |  |  |        |          |        |
|  |                  | Atalanta         | Atalanta         | 1    | 3        |            |            |            |  |  |        |          |        |
|  |                  | Atalanta         |                  |      | 3        |            |            |            |  |  |        |          |        |
|  |                  | Bari             | 1                |      |          |            |            |            |  |  |        |          |        |
|  |                  |                  |                  |      |          |            |            |            |  |  |        | Atalanta | 0      |
|  |                  |                  |                  | Roma | 2        |            |            |            |  |  |        |          |        |
|  |                  | Juventus         | 2                |      |          |            |            |            |  |  |        |          |        |
|  |                  | Milan            | 0                |      |          |            |            |            |  |  |        |          |        |
|  |                  | Milan            | 0                |      | Juventus | 0          |            |            |  |  |        |          |        |
|  |                  |                  |                  |      | Juventus | 0          |            |            |  |  |        |          |        |
|  |                  |                  | Roma             | 1    |          |            |            |            |  |  |        |          |        |
|  |                  | Roma             | Roma             | 1    | 2        |            |            |            |  |  |        |          |        |
|  |                  | Roma             |                  |      | 2        |            |            |            |  |  |        |          |        |
|  |                  | Cagliari         | 0                |      |          |            |            |            |  |  |        |          |        |

### Dettaglio incontri

#### Quarti di finale
| Arbitro: | Stefano Del Giovane |

|                                  |                      |                                       |
| Marino 33’                       | Marcatori            | 89’ Cesaretti                         |
| Giani Semenzato Momentè Fautario | Tiri di rigore 2 – 4 | Caponi Gamma Musacci Iacoponi Germani |

| Arbitro: | Andrea Grazioli |

|                                    |           |           |
| Defendi 49’ Sangiovanni 94’ (rig.) | Marcatori | 87’ Picci |

| Arbitro: | Roberto Bagalini |

|             |           |  |
| Volpato 67’ | Marcatori |  |

| Arbitro: | Simone Aversano |

|                      |           |  |
| Okaka 40’ Corvia 74’ | Marcatori |  |

#### Semifinali
| Arbitro: | Enrico Pagano |

|  |           |             |
|  | Marcatori | 11’ Madonna |

| Arbitro: | Sebastiano Peruzzo |

|  |           |           |
|  | Marcatori | 40’ Okaka |

#### Finale
| Arbitro: | Gaetano Zonno |

|  |           |                               |
|  | Marcatori | 67’ (aut.) Consigli 92’ Okaka |